# Dodonaea adenophora
Espèce
Dodonaea adenophora est une espèce de plantes de la famille des Sapindaceae.

## Liste des variétés
Selon Tropicos (7 décembre 2016), variété Dodonaea adenophora var. ovata Ewart